# 오 인 오하이오
오 인 오하이오(The OH In Ohio)는 미국에서 제작된 빌리 켄트 감독의 2006년 코미디 영화이다. 파커 포시 등이 주연으로 출연하였고 미란다 베일리 등이 제작에 참여하였다.

## 출연

### 주연
- 파커 포시
- 폴 러드

### 조연
- 대니 드비토
- 미샤 바튼
- 미란다 베일리
- 라이자 미넬리

## 제작진
- 공동제작: 줄리 샌더
- 미술: 마르티나 버클리
- 의상: 브루스 핀레이슨
- 배역: 모니카 니켈슨